# Nitrato de tório
Nitrato de tório é um composto químico de fórmula molecular Th(NO3)4.

## Características
É um sal inorgânico, sólido inodoro, de coloração esbranquiçada, irritante para os olhos, a pele e mucosas. Não é inflamável mas pode aumentar a intensidade do fogo e liberar óxidos tóxicos de nitrogênio e, se em contato com materiais combustíveis, pode causar fogo podendo levar a fusão e dispersão do nitrato fundido. Reage com a água formando uma solução fraca de ácido nítrico. Quando em contato com substâncias facilmente oxidáveis, reage podendo causar ignição ou explosão. As soluções aquosas tem caráter ácido e corroem metais. É um composto radiotivo de baixa atividade específica, não acontece a irradiação direta, mas, a longo prazo.

## Usos
É usado na medicina e como reagente para determinação de flúor.

## Propriedadedes físico-químicas
- Peso molecular 480,05286
- Ponto de fusão?
- Ponto de ebulição?
- Densidade relativa do líquido (ou sólido) >1 A 20 °C